# Рассеянный Джованни
«Рассеянный Джованни» — советско-итальянский мультипликационный фильм по сказке «Как гулял один рассеянный» (итал. «La passeggiata di un distratto») итальянского детского писателя Джанни Родари. Третий из четырёх сюжетов мультипликационного альманаха «Весёлая карусель» № 1.
В дальнейшем мультфильм вошёл в сборник «Джованни, Чиполлино и Золотое пёрышко».

## Сюжет
О кукольном мальчике-итальянце Джованни, который был очень рассеянным и терял свои части тела. Вначале он забыл дома свой ботинок, затем потерял левое ухо, потом ногу и так до тех пор, пока он не растерял всё. Жители города приносили найденные ими части тела его маме, и в конце она собрала Джованни заново, а он снова убежал.

## Создатели
- Режиссёр — Анатолий Петров
- Художник — Валерий Угаров
- Композитор — Владимир Шаинский
- Оператор — Михаил Друян
- Звукооператор — Владимир Кутузов
- Роли озвучивали:
  - Маргарита Корабельникова — Джованни / мама
  - Пётр Вишняков — рассказчик / синьор
  - Лидия Королёва — синьора
  - Георгий Вицин — почтальон

## Создание мультфильма
Петрова всегда занимала природа мультипликата как искусства рисованного движения. Именно этим «болел» Петров, когда снимал свой первый сюжет в «Весёлой карусели» — «Рассеянного Джованни». Сюжет, ставший одним из главных ориентиров для нового поколения режиссёров студии и удостоившийся оценки министра Романова: «попытка использовать трибуну детской мультипликации для пропаганды абстракционизма». Оценки, для Петрова очень почётной.
Создавая «Рассеянного Джованни», Анатолий Петров вдохновлялся витражом Леже.
Чиновники из Госкино придирались к стилистическому решению мультфильма «Рассеянный Джованни», так как он был сделан в модном тогда жанре поп-арта.